# Cuora flavomarginata
Cuora flavomarginata är en sköldpaddsart som beskrevs av  Gray 1863. Cuora flavomarginata ingår i släktet Cuora och familjen Geoemydidae. IUCN kategoriserar arten globalt som starkt hotad. Det svenska trivialnamnet gulkantad dossköldpadda förekommer för arten.
Denna sköldpadda förekommer i östra Kina, på Taiwan och på mindre öar i samma region, till exempel på de japanska Ryukyuöarna. Den går på land och simmar i dammar eller översvämmade risodlingar.

## Underarter
Arten delas in i följande underarter:
- C. f. evelynae
- C. f. flavomarginata